# Sinatra (1992)
Sinatra é um telefilme de drama biográfico americano de 1992, dirigido por James Steven Sadwith. 
Conta a vida de Frank Sinatra, cantor e ator que marcou época. Foi estrelado por Philip Casnoff, Olympia Dukakis e Joe Santos.

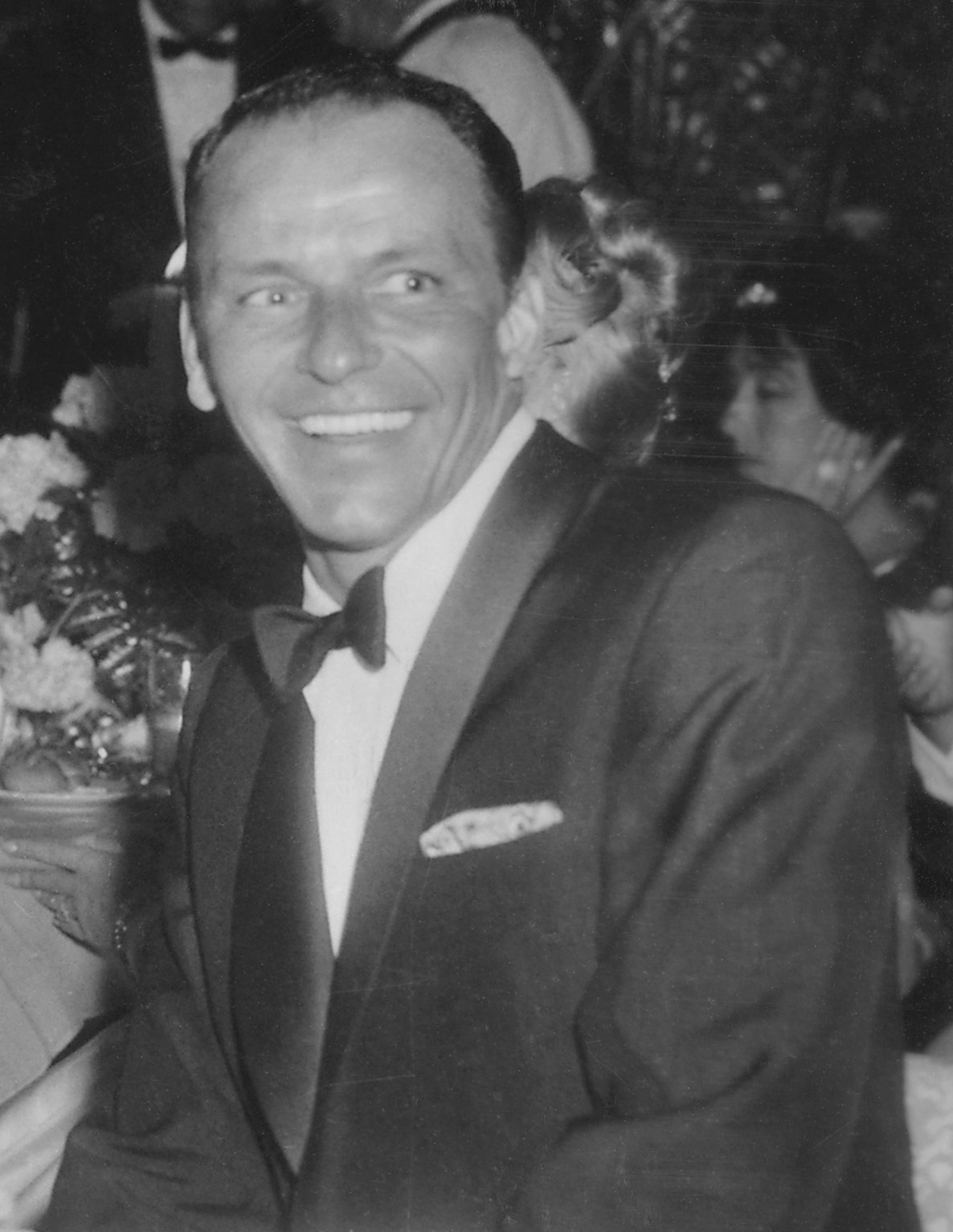
Sinatra no Girl's Town Ball na Flórida
em 1960, aos 44 anos.

## Elenco
- Philip Casnoff .... Frank Sinatra
- Olympia Dukakis .... Dolly Sinatra
- Joe Santos .... Marty Sinatra
- Gina Gershon .... Nancy Barbato Sinatra
- Nina Siemaszko .... Mia Farrow
- Joe Grifasi .... George Evans
- Marcia Gay Harden .... Ava Gardner
- Bob Gunton .... Tommy Dorsey
- David Raynr .... Sammy Davis Jr.
- Ralph Seymour .... Budd
- Jeff Corey .... Quinlin
- Danny Gans .... Dean Martin
- Vincent Guastaferro .... Hank Sanicola
- Beverley Mitchell .... Nancy criança